# Сахл Смбатян
Сахл Смбатян (Սահղ Սմբատեան, д/н — після 855) — князь Північної Албанії і Шекі в 822—854 роках. Засновник держави Гереті.

## Життєпис
Походження його є суперечливим: за однією версією був небожем вірменського ішхана Ашота III Багратуні, після засліплення якого втік з Тарону до області Арран. За іншою гіпотезою належав до роду Зарміркахан з гілки Албанських Аршакідів.
Перші згадки про нього відносяться як правителя Шакі (Шекі) в Аррані, який на той час являв суміш кавказьких албанів, вірмен і кавказьких іберів (картавелів). Став тестем Вараз Трдата II, князя Північної Албанії. Після загибелі того 821 або 822 року приєднав його володіння до своїх. Прийняв титул арраншах. У 821 році розгромив арабські війська поблизу фортеці Шикакар. У 829—830 роках доєднався до вірменського валі Халіда ібн Язіда в поході проти Іберійського князівства. За це визнаний правителем в Кавказькій Албанії.
У 830-х роках доєднався до антиарабського повстання Єсаї абу Мусе, ішхана Арцацу. У 837 році звитяжив у битві на Муганському полі, де було завдано рішучої поразки арабам. Водночас мав складні відносини з Бабеком, який боровся проти халіфату, але часто його загони плюндрували землі союзників Сахла Смбатяна. Тому у 837 року, коли розбитий Бабек прибув до Сахла, той схопив його та видав арабському військовику Хайдару ібн Кавусу аль Афшину, за що отримав 1 млн срібних дірхем.
У 854 році, в ході одного з боїв, був полонений арабським воєначальником Бугу аль-Кабіром разом з Єсаї абу Мусе. 855 року разом з сином Ованесом відправлено на заслання до Сирії. Подальша доля не відома. Владу в Шекі отримав його інший син Адарнасе.

## Родина
Дружина — Спарама, донька Вараз Трдата II Міхраніда, князя Північної Албанії
Діти:
- Ованес (д/н—після 855)
- Адарнасе (д/н—бл. 870), князь Шекі і Хачена